# Rumbo (periódico de Texas)
Rumbo es un periódico gratuito en español, que se distribuye en Houston, San Antonio y a lo largo del valle del Río Grande en el Estado de Texas (EE. UU.). Se fundó en el 2003 a través de "Meximerica Media" que se encarga de la publicación del periódico, y está auditado por la CAC (Certified Audit of Circulations). Su sede se halla en Houston.
"Rumbo" está inspirado en la frase "voy rumbo al norte", comúnmente usada por inmigrantes mexicanos y latinoamericanos cuando se dirigen a Estados Unidos en busca de mejores expectativas de vida.

## Distribución
La distribución se realiza los viernes llegando a alcanzar las 100.000 copias en Houston, 50.000 en San Antonio y 45.000 en el valle de Río Grande.
La distribución se hace a domicilio, y en otros 3500 lugares como en tiendas, supermercados, oficinas, restaurantes, etc.

## Contenido
1. Noticias de Houston, San Antonio y del valle
2. Noticias de EE. UU.
3. Noticias internacionales (con especial atención a México y demás países latinoamericanos)
4. Deportes
5. Espectáculos
6. Vida (salud y estilos de vida)
7. Dinero (empleo, negocios y asesoría)